# Josef Bečvář
Josef Bečvář (* 11. srpna 1958 Plzeň) je český voják, armádní generál Armády České republiky, v letech 2015–2018 byl náčelníkem Generálního štábu Armády České republiky – nejvyšším vojenským představitelem Armády ČR. Po odchodu do výslužby se generál Bečvář stal prezidentem obchodní společnosti Glomex Military Supplies a v červnu 2019 byl zvolen viceprezidentem pro strategické plánování Asociace obranného a bezpečnostního průmyslu České republiky (AOBP). Rovněž se angažuje v českém dostihovém sportu.

## Život
V letech 1973 až 1977 vystudoval Vojenské gymnázium v Moravské Třebové a po maturitě v roce 1977 zahájil studia oboru dělostřelectva a raketového vojska na Vysoké vojensko velitelsko-technické škole Martině a po redislokaci této školy v roce 1979 dokončil studia ve Vyškově. V první polovině 80. let 20. století byl postupně velitelem čety raketového vojska, zástupcem velitele baterie, velitelem palebné baterie a starším důstojníkem správy raketového vojska.
Mezi roky 1986 a 1989 absolvoval interní postgraduální studium na Vojenské akademii v Brně, konkrétně obor velitelsko-štábní: raketové vojsko a dělostřelectvo. Na přelomu 80. a 90. let působil jako starší důstojník správy Vojenské policie MO.
V roce 1993 byl účastníkem informačního kurzu francouzského četnictva v Paříži, po návratu se stal zástupcem velitele velitelství Vojenské policie v Praze. Mezi lety 1994 až 1997 byl ředitelem Úřadu Vojenské policie, následně byl v roce 1997 jmenován náčelníkem Vojenské policie a tuto funkci vykonával až do roku 2004. Jedinou přestávku tvořil rok 1999, kdy si rozšířil vzdělání na Vševojskové škole obrany (L’École militaire) v Paříži.
V letech 2004 až 2007 a znovu v letech 2011 až 2014 byl přidělencem obrany ČR ve Francii. V letech 2007–2008 působil jako ředitel sekce rozvoje druhů sil Ministerstva obrany ČR.

### Působení na Generálním štábu Armády ČR
V roce 2008 byl jmenován zástupcem náčelníka Generálního štábu Armády ČR, náčelník štábu AČR, tuto funkci zastával do roku 2011. Na GŠ Armády ČR se vrátil dne 1. srpna 2014 jako 1. zástupce náčelníka Generálního štábu Armády ČR.
V lednu 2015 schválila Vláda ČR jednomyslně jeho nominaci na post náčelníka Generálního štábu Armády ČR. Funkce se ujal dne 1. května 2015.
Na konci dubna 2018 ve funkci skončil a nahradil jej generálporučík Aleš Opata. Generál Bečvář k 30. červnu 2018 ukončil služební poměr a odešel do výslužby.

### Vojenské hodnosti
- 28. 10. 2002 – propůjčena hodnost brigádního generála
- 8. 5. 2003 – jmenován do hodnosti brigádního generála
- 28. 10. 2008 – jmenován do hodnosti generálmajora
- 28. 10. 2014 – jmenován do hodnosti generálporučíka
- 8. 5. 2016 – jmenován do hodnosti armádního generála[6]

### Vyznamenání
Francie
- rytíř Řádu čestné legie
- komandér Národního řádu za zásluhy

Česko
- Záslužný kříž III., II. a I. stupně
- Medaile za zranění
- Medaile ministra obrany za službu v zahraničí III. stupně
- Medaile Za službu v ozbrojených silách České republiky III., II. a I. stupně
- Pamětní odznak NATO 1999-2004
- Čestný odznak Přemysla Otakara II., krále železného a zlatého
- Medaile Za službu vlasti
- Medaile skautské vděčnosti (2016)[7]

## Působení v soukromém sektoru
V lednu 2019 se Josef Bečvář stal prezidentem zbrojařské firmy Glomex Military Supplies. Firmu si vybral kvůli nabídce plnohodnotné manažerské pozice, v níž má zodpovědnost za strategii, marketing i práci v týmech řešících dílčí projekty. A jelikož část života strávil ve Francii, rozšiřuje spolupráci Glomexu s francouzským obranným průmyslem a hledá obchodní příležitosti i ve frankofonních zemích.

## Zájmy a soukromí
Generál Bečvář má od dětství zájem o koně a je aktivním chovatelem dostihových koní. V prosinci 2019 byl zvolen prezidentem Jockey Clubu, což je nejvyšší autorita českého dostihového sportu. Josef Bečvář žije v Praze, je ženatý. Hovoří plynně francouzsky a ovládá angličtinu.[zdroj?]

## Galerie

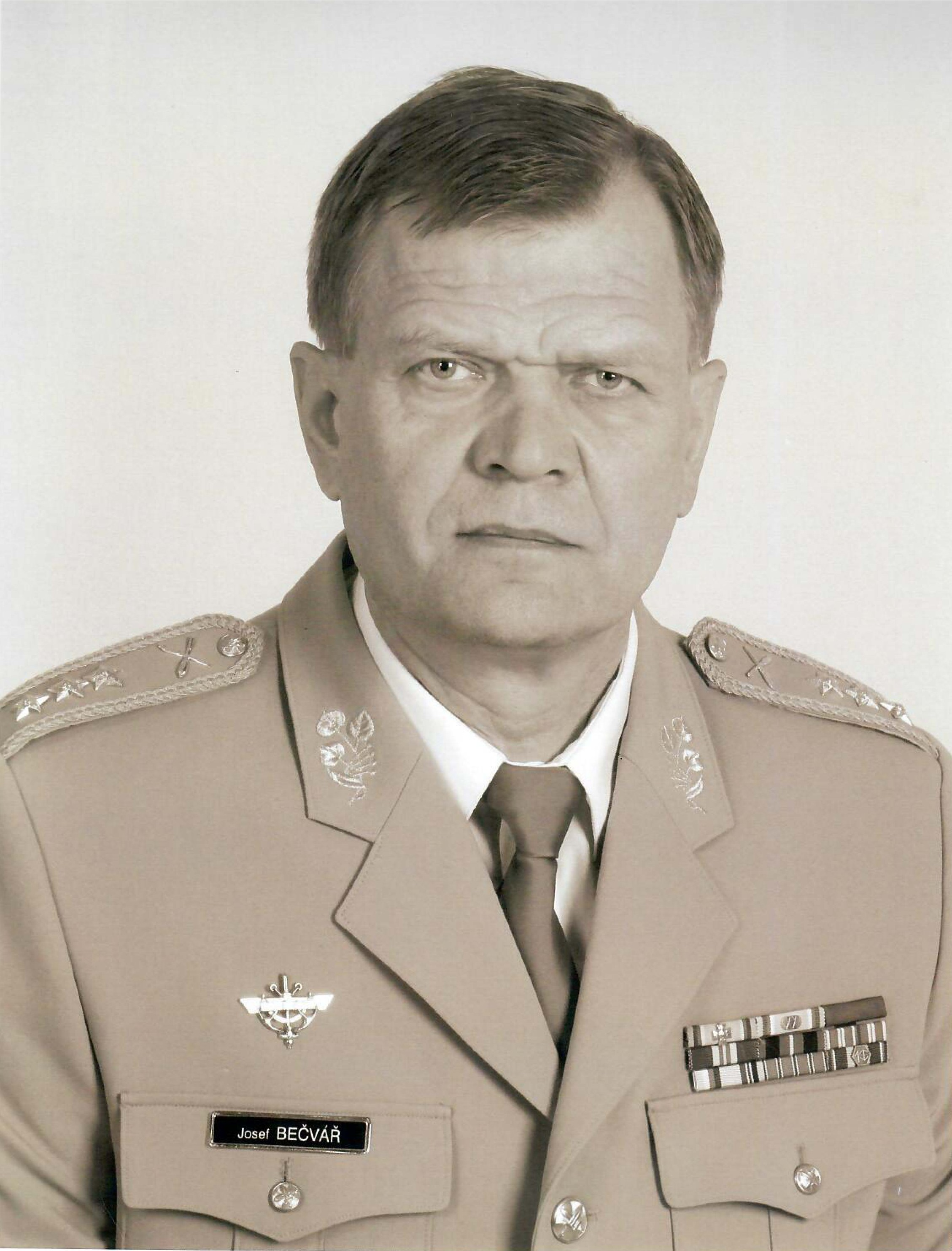
Oficiální portrét gen. Josefa Bečváře
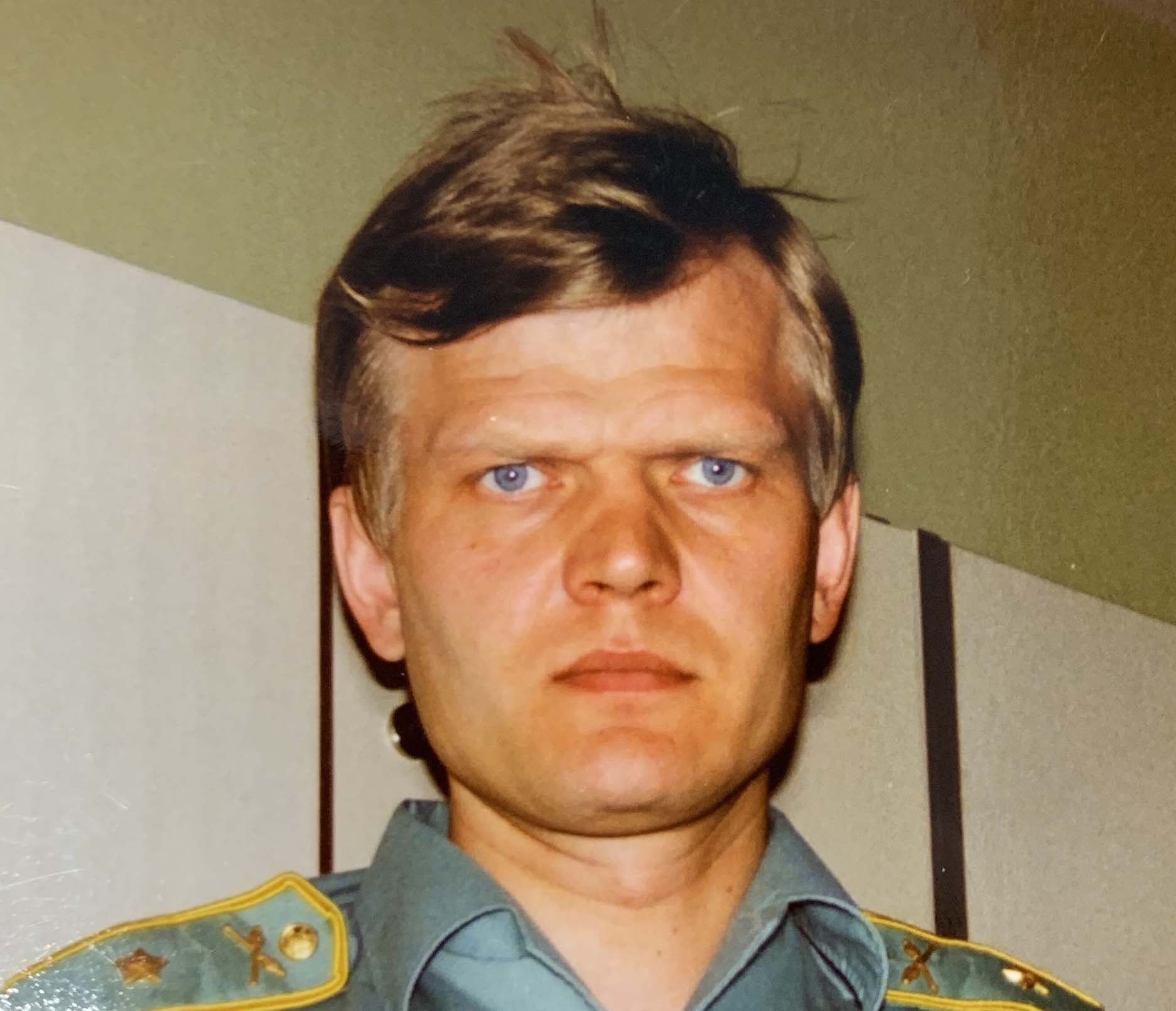
Josef Bečvář jako velitel dělostřelecké baterie
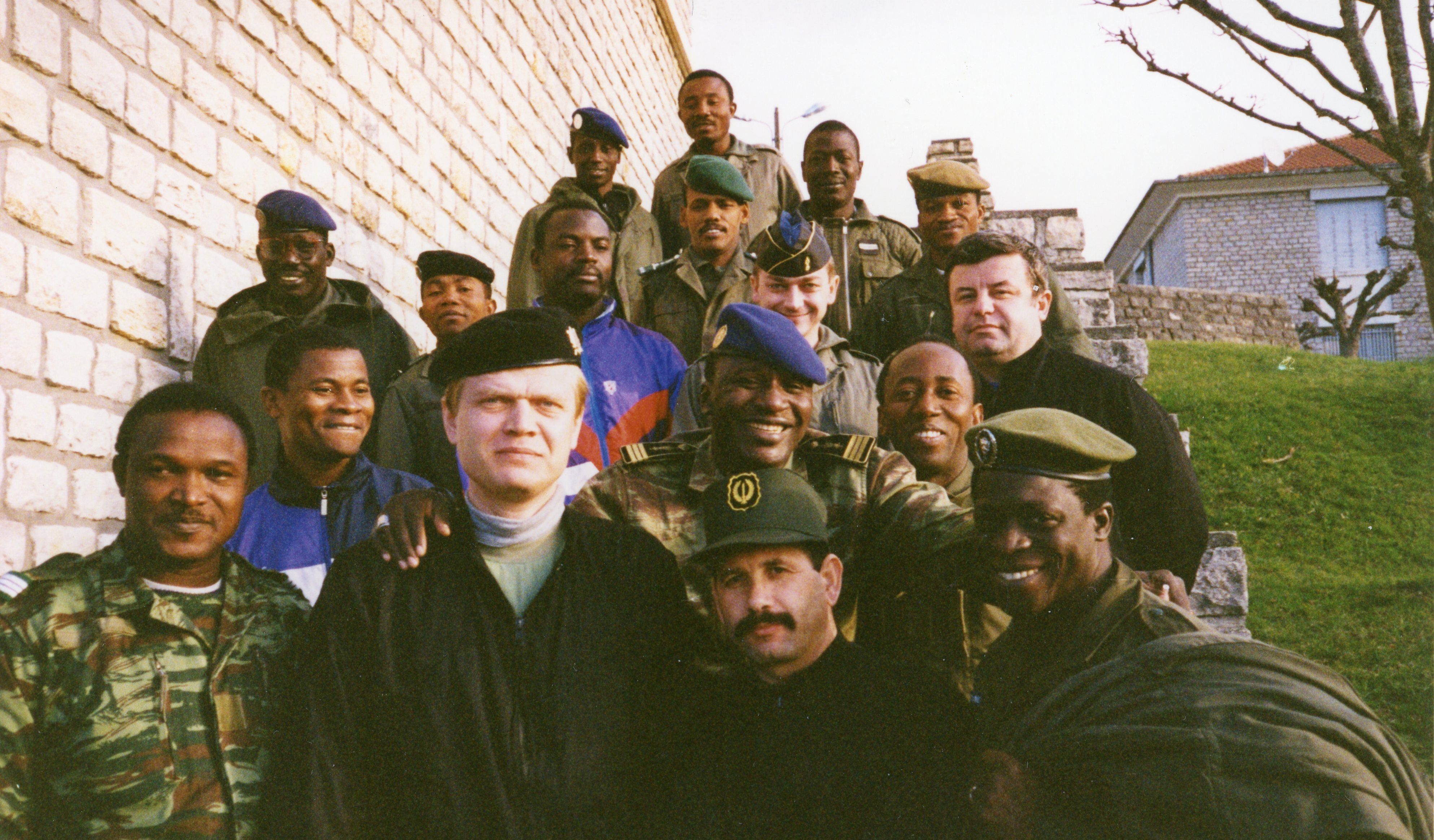
Josef Bečvář s frekventanty kurzu francouzského četnictva v Paříži
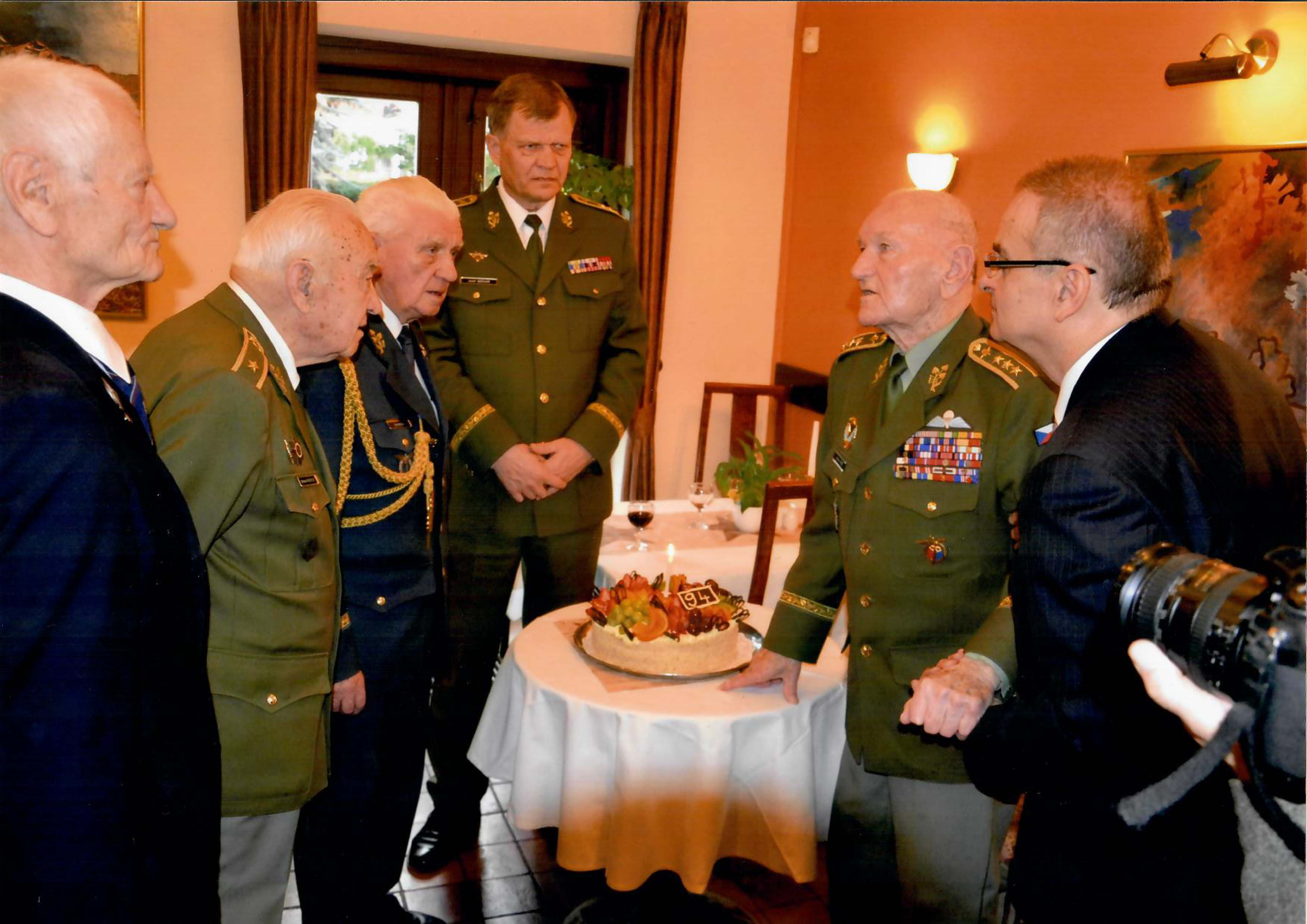
Josef Bečvář s československými válečnými veterány z 2. světové války
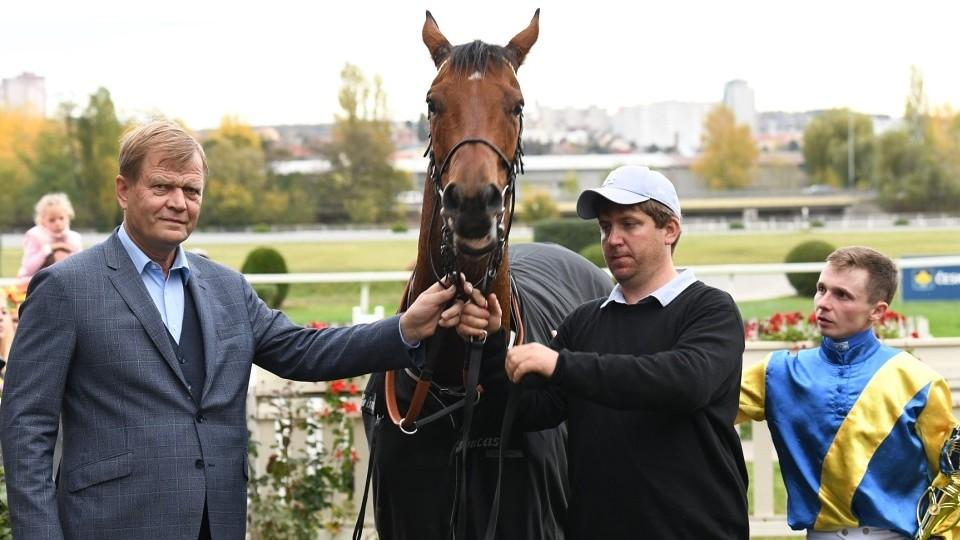
Josef Bečvář na dostihovém závodišti v Chuchli